# Гіоргі Майсурадзе
Гіоргі Майсурадзе (груз. გიორგი მაისურაძე; нар. 31 січня 2002, Тбілісі, Грузія) — грузинський футболіст, правий захисник житомирського «Полісся».

## Клубна кар'єра

### «Динамо» (Тбілісі)
Народився в Тбілісі. Вихованець академії столичного «Динамо», до першої команди якого переведений на початку липня 2021 року. На професійному рівні дебютував за «Динамо-2», 20 квітня 2021 року в переможному (2:1) домашньому поєдинку кубку Грузії проти «ВІТ Джорджії». Гіоргі вийшов на поле в стартовому складі та відіграв увесь матч. За основну команду тбіліського клубу дебютував 8 серпня 2021 року в переможному (2:1) домашньому поєдинку 22-го туру Ліги Еровнулі проти «Іберії 1999». Майсурадзе вийшов на поле на 88-й хвилині замість Фабіана Споркследе. У сезоні 2021 року цей матч став єдиним для правого захисника за першу «динамівську» команду. Нвступного сезону грав частіше. Першим голом за «Динамо» відзначився 14 травня 2023 року на 27-й хвилині переможного (6:1) домашнього поєдинку 14-го туру Ліги Еровнулі проти «Телаві». Гіоргі вийшов на поле в стартовому складі та відіграв увесь матч. У єврокубках вперше зіграв за столичний клуб 12 липня 2023 року, в нічийному (1:1) виїзному поєдинку 1-го кваліфікаційного раунду Ліги чемпіонів УЄФА проти казахстанської «Астани». Майсурадзе вийшов на поле на 72-й хвилині замість Ніколоза Малі. Загалом у структурі «Динамо» провів 4 сезони, за цей час в елітному дивізіоні грузинського чемпіонату зіграв 51 матч (2 голи), 6 поєдинків у кубку Грузії та 4 матчі у кваліфікаційних раундах Ліги чемпіонів. За резервну команду «Динамо» зіграв 2 матчі в другому дивізіоні грузинського чемпіонату та 3 матчі в кубку країни.

### «Полісся» (Житомир)
28 червня 2024 року підписав 4-річний контракт з «Поліссям», за даними інтернет-порталу Transfermarkt сума відступних склала 400 000 євро. У футболці житомирського клубу дебютував 25 липня 2024 року в програному (0:2) поєдинку 2-го кваліфікаційного раунду Ліги конференцій УЄФА проти люблянської «Олімпії». Гіоргі вийшов на поле в стартовому складі, на 49-й хвилині отримав жовту картку, а на 57-й хвилині його замінив Лукас Тейлор.

## Кар'єра в збірній
У футболці молодіжної збірної Грузії дебютував 16 листопада 2022 року в програному (1:2) товариському домашньому поєдинку проти Ізраїлю. Гіоргі вийшов на поле в стартовому складі, а на 74-й хвилині його замінив Цотне Капанадзе. Станом на 28 липня 2024 року провів 9 матчів за грузинську «молодіжку».

## Досягнення
- Ліга Еровнулі
  -  Чемпіон (2): 2020, 2022
  -  Срібний призер (2): 2021, 2023

- Ліга Меоре
  -  Чемпіон (1): 2022

- Суперкубок Грузії
  -  Володар (2): 2021, 2023